# Renascença
Renascença är en kommun i Brasilien.   Den ligger i delstaten Paraná, i den södra delen av landet, 1 300 km söder om huvudstaden Brasília. Antalet invånare är 6 810.
Omgivningarna runt Renascença är en mosaik av jordbruksmark och naturlig växtlighet. Runt Renascença är det glesbefolkat, med 19 invånare per kvadratkilometer.